# 夜市人生 (2017年电视剧)
《夜市人生》（英語：Night Market Life）（原剧名为《亮色人生》），2017年中国大陸偶像剧，翻拍自2009年同名的台灣電視劇。2014年8月殺青，由陈小艺、张晨光领衔主演，2017年3月22日于安徽卫视上档。
在广州电视台影视频道播出它的粤语配音版本时，节目名称改为《夜市不了情》。

## 播出时间

### 首播
| 频道     | 所在地   | 播映日期      | 播出时间                   | 备注 |
| -------- | -------- | ------------- | -------------------------- | ---- |
| 安徽卫视 | 中国大陆 | 2017年3月22日 | 每周一－周日19：30－21：15 |      |

## 演员列表

### 主要演员
| 演员   | 角色   | 原劇角色 | 介绍 |
| 陳小藝 | 魏红   | 蔡月霞   | 生日3月4日，李庆祥的前妻，欧大志暗恋的对象。心地善良，却遭丈夫欺骗抛弃；夜市摆摊，艰难抚育一双儿女（浩華和文娟）。热心助人，成为夜市“知心姐姐”；祸不单行，种种磨难接踵而至。乐观积极，迎接生命中挚爱男人。許東星的姑姑。 |
| 张晨光 | 欧大志 | 江一官   | 生日8月16日，经营土特产专卖店的店主，夜市摊贩们心中排忧解难的带头大哥。潇洒倜傥却为情所困，果敢义气却脾气暴躁。暗恋魏红，屡遭昔日恋人方中玲百般刁难，终于收获爱情却因车祸沉睡不醒。                                      |

### 其他演员
| 演员   | 角色   | 原劇角色 | 介绍 |
| 徐立   | 方中玲 | 方恰恰   | 生日5月17號，外表高貴美艳，内心虚荣愛錢。舍弃恋人，嫁入豪门。代丈夫金光裕管理夜市，屡屡以权谋私；见前男友欧大志暗恋魏红，频频出手阻挠。内心中一个难言的秘密令她痛苦煎熬，最终真相大白，暗淡收场。 |
| 熊俊豪 | 金亮   | 金大風   | 生日8月10號，欧大志的儿子，長相玉樹臨風，富二代的典型。阳光善良但又霸道與愛面子，玩世不恭的風流男子，擁有好人緣。与李浩华與李文娟兄妹关系亲密；父母的離婚造成不少的心理創傷，長大後因家庭因素開始人格扭曲。父母辈的恩怨引发的身世巨变，将他打落“凡间”。金光裕的繼子。                                   |
| 郑伟   | 李浩华 | 李友志   | 生日9月18號，乖巧懂事，能夠獨立，做事太過正人君子而容易被陷害。看透爸爸李庆祥虚伪本质。懂得为妈妈魏红分忧；内心倔强，多次背着妈妈偷偷打工，愤然向混蛋爸爸大声嘶吼。正义感和号召力，让他被同学和夜市子弟视为大哥。李文娟的哥哥，李晶晶同父异母的哥哥。                                                   |
| 柴蔚   | 李文娟 | 李友慧   | 生日6月14號，外型亮麗，聰慧伶俐且不服輸的個性，讓她無論功課或是玩樂都不落人後，愛表現自己直率豪爽的一面，但其實很容易軟弱也有需要被保護的一面。李晶晶同父异母的姐姐 |
| 吳甜甜 | 李晶晶 | 李曉萱   | 生日10月2號，性格逆來順受，李文娟的同父異母之妹妹，一開始因為家庭糾紛的關西造成自己性格自私而討厭文娟，後期不在討厭文娟，把她當親姊妹看待，但文娟不把自己當妹妹。 |
| 黃建群 | 李慶祥 | 李慶祥   | 生日12月6號，蔡月霞前夫。以躲避债务不拖累妻子儿女为由与魏红离婚。后遇何娜娜又建新家庭，育有一女。被债主追债逃到夜市，巧遇几年未见的妻儿。面对两个女人，一边是情感亏欠，另一边是经济亏欠。和魏红有李浩华、李文娟，与何娜娜有晶晶，令他两难。                                                             |
| 馨子   | 何娜娜 | 何娜娜   | 生日2月15號，以美色和金钱俘获李庆祥，以狠毒和诡计逼迫其与魏红和子女一刀两断。一边不断给魏红制造麻烦，一边与方中玲狼狈为奸相互利用，自以为聪明过人，不成想葬送了家庭，自己也精神失常。 |
| 吳迪   | 金明   | 金祖恩   | 生日10月9號，金光裕与原配生的儿子，从小，金光裕就把他送到国外去，给金明的阿姨带大，金光裕常常出国去看金明，并保持很好的父子关系，金明长得很体面，个性也很稳重，金明对继母中玲，以及弟弟金亮，并没有特别的排斥。但是，当他要回来继承父业，以及他自己的感情对象，和方中玲起冲突的时候，金家就没完没了了。 |
| 黃夢螢 | 欧筱敏 | 江一帆   | 歐大志的妹妹，小學音樂老師，一位時尚陽光的現代女性。她富有愛心，總給人“純純”的感覺，但實際上內心比較倔強、固執，尤其是敢於放下世俗偏見，主動追求愛情。 |
| [[]]   | 汪玉琴 | 待查     | 金明的小姨，从小，金光裕就把金明送到国外去，給她带大。 |
| [[]]   | 許東星 | 許來發   | 許志根的兒子、魏紅的侄子。 |
| 劉京兒 | 葉靜   | 葉如意   | 葉漢良的女兒。 |
| [[]]   | 許志根 | 許丙丁   | 許東星的爸爸，很愛打賭、拿錢。 |
| [[]]   | 李群芳 | 待查     | 許東星的媽媽，一直以來都是許東星家的頂梁柱，不料卻在一場車禍中喪命。 |
| 劉亞津 | 葉漢良 | 葉漢良   | 葉靜的爸爸。 |
| 方清平 | 金光裕 | 金居福   | 方中玲的丈夫、金亮的繼父。 |
| 鐘楚曦 | 劉莉莉 | 田咪咪   | 她青春美麗，豪俠仗義，在夜市裡開雜貨店擺卡拉OK攤，卻心懷歌星夢想，無論大事小事，最喜歡沖在前面，個人感情卻猶如花癡情癲。本以為自己是個孤兒，不料與富豪父親團圓，命運雖逆轉，難了夜市緣。 |
| [[]]   | 岳老闆 | 待查     | 方中伶因家產爭議而請求何娜娜串通岳老闆陷害金明，在樣品房的施作過程中岳老闆未按金明設計的形式來施工導致工程出了問題 |
| 龔浩川 | 胖子   | 待查     | 歐大志土特產店的員工，也是歐大志、瘦猴的跟班/朋友 |
| 遲永志 | 瘦猴   | 待查     | 歐大志土特產店的員工，也是歐大志、胖子的跟班 |
| [[]]   | 程東   | 待查     | 某一集被金亮讓自己失去生命，他爸媽在找案發當時情況。 |
| 舒心   | 韓雪芬 | 待查     | 夜市的攤販，魏紅和其他攤販的朋友 |
| 李海兵 | 楊偉明 | 待查     | 夜市的攤販，魏紅和其他攤販的朋友 |

## 角色簡介

### 所有角色的結局
| 角色   | 結局 |
| 魏红   | 與歐大志求婚成功然而在求婚當天歐大志卻被車撞;但最終魏紅協助葉漢良辦補習班，新夜市開幕之際在劉莉莉和大夥的支持下成為夜市管理主任 |
| 欧大志 | 在和魏紅求婚當天因一場車禍意外成了植物人 |
| 歐筱敏 | 金明死後每天十分絕望甚至還離家出走與家人斷聯，直到哥哥歐大志出車禍才趕來探望哥哥，選擇重新原諒了哥哥的錯誤，最終歐筱敏還是堅強地生下寶寶開始了全新的生活 |
| 李浩華 | 自從父親李慶祥與何娜娜結婚生子後李浩華便一直對親生父親很反感，親生父親多次見魏紅時還被李浩華驅趕，但在大結局時魏紅帶著李浩華、李文娟、李晶晶去看守所探望李慶祥此時李浩華一見到李慶祥便大喊:「爸」；且最終也和李晶晶和好 |
| 李文娟 | 雖然父親李慶祥已經和何娜娜結婚生子但李文娟仍相信李慶祥總有一天會回到家，因此時常一直想著李慶祥，甚至也因為歐大志成為親生母親魏紅的未婚夫而鬧離家出走，但後來因為李慶祥被金光裕提告導致被何娜娜趕出何家，此時李文娟也開始意識到自己真正的家在哪，並且也認歐大志是自己的新爸爸；且最終和李晶晶和好                                                                 |
| 李晶晶 | 由於原生家庭四分五裂，爸爸李慶祥被公安局羈押，媽媽何娜娜被載往精神病院治療在無家可歸之時被魏紅收留，最終也和李浩華、李文娟等人和好 |
| 李慶祥 | 因欠明亮集團債務遭金光裕起訴並遭公安局聲押 |
| 何娜娜 | 因李慶祥欠債無資金可還遭聲押、自己也認為這一生都是被李慶祥所騙最終瘋了跑到大街上撒野，連自己的唯一親生女兒李晶晶也不認，最終被救護車載往精神病院進行治療、輔導 |
| 方中伶 | 與魏紅、歐大志和好，將金光裕之資產占為己有，然而卻遭到公安局查封 |
| 金光裕 | 因方中伶、歐大志等人之事導致中風終身坐輪椅，遭警察逮捕，財產遭到方中伶占為己有然而卻被公安局查封 |
| 汪玉琴 | 明亮集團被方中伶佔領後衝入公司會議室對方中伶示威抗議大罵方中伶鳩佔鵲巢、賣夫求榮等字詞遭保安趕出公司 |
| 金明   | 在歐大志、金光裕兩人互相拉扯時意外被波及並跌落下樓梯傷重不治 |
| 金亮   | 因金光裕知道他是歐大志親生兒子一事心生不滿而和方中伶鬧離婚並禁止方中伶奪取金家財產，使得金亮從小少爺一夕之間變成一個平凡人，也因家產遭公安局扣押被迫搬家轉學 |
| 許志根 | 在賭博的過程中與其他賭客發生爭執而送往醫院搶救，過程中還一度要過鬼門關還好最終搶救順利而醒，出院後許志根也帶著其子許東星回老家過著務農的生活，重新做一回堂堂正正的好人 |
| 李群芳 | 在從事保險推銷業務時被丈夫許志根誤會成在外面找小王導致夫妻當場開吵，最終李群芳大聲宣誓要離婚並快速離開咖啡廳，沒料離開後在過馬路的過程中沒注意左右來車直接遭撞並傷重不治 |
| 葉漢良 | 因程東喪命之事被依違規失職開除，失業後的葉漢良選擇到夜市擺攤賣衣服結果在進貨、貸款時意外被詐騙導致他為了錢成了金光裕的奸細出賣了夜市的攤販們，在夜市拆遷後他選擇向攤販們自首隨後也娶得大夥的原諒，在大結局篇章劉莉莉將自己的零用錢送給魏紅在魏紅多次拒絕之時魏紅想到了這些零用錢可以拿來做慈善、幫葉漢良辦補習班，最終在魏紅的投資下葉漢良再次重返了葉老師的地位 |
| 葉靜   | 待查 |
| 程東   | 某次郊遊時為了幫金亮撿拾池塘中的荷花而喪命 |
| 韓雪芬 | 待查 |
| 楊偉明 | 待查 |
| 劉莉莉 | 與多年失散的爸爸余總相遇 |

## 电视节目的变迁
| 中国大陆 安徽卫视 海豚第一剧场           | 中国大陆 安徽卫视 海豚第一剧场                                         | 中国大陆 安徽卫视 海豚第一剧场 |
| ---------------------------------------- | ---------------------------------------------------------------------- | ------------------------------ |
|                                          | 夜市人生 （2017年3月22日－2017年4月14日）                              |                                |
| 老爸当家 （2017年3月2日－2017年3月21日） | 白鹿原全球首映大典 （2017年4月15日） 白鹿原（第1集） （2017年4月16日） |                                |